# Cantone di Ménigoute
Il Cantone di Ménigoute era una divisione amministrativa dell'arrondissement di Parthenay.
A seguito della riforma approvata con decreto del 18 febbraio 2014, che ha avuto attuazione dopo le elezioni dipartimentali del 2015, è stato soppresso.

## Composizione
Comprendeva i comuni di:
- Chantecorps
- Coutières
- Fomperron
- Les Forges
- Ménigoute
- Reffannes
- Saint-Germier
- Saint-Martin-du-Fouilloux
- Vasles
- Vausseroux
- Vautebis